# FC Energiya Volzhsky
El FC Energiya Volzhsky es un club de fútbol ruso de la ciudad de Volzhsky. Fue fundado en 1956 y juega en la Segunda División de Rusia.

## Entrenadores
- Gennadi Shershnyov (1984-1986)
- Boris Batanov (1986)
- Peter Orlov (1988)
- Vladimir Dergach (1995-1996)
- Aleksandr Homutetski (1998-1999)
- Valeri Chupin (2000)
- Victor Ionov (2000-2002)
- Lev Ivanov (2002)
- Rustem Shaymukhametov (2004)
- Igor Surovikin (2007)
- Dmitri Petrenko (2008-2012)
- Dmitri Piskunov (2013)
- Denis Zubko (2014)

## Palmarés
- Segunda División de Rusia - Zona centro: 1994